# Perišče
Perišče je naselje u Općini Brežice u istočnoj Sloveniji. Perišče se nalazi u pokrajini Dolenjskoj i statističkoj regiji Donjoposavskoj. 

## Stanovništvo
Prema popisu stanovništva iz 2002. godine Perišče je imalo 12 stanovnika.